# Schefflera paniculitomentosa
Schefflera paniculitomentosa là một loài thực vật có hoa trong Họ Cuồng cuồng. Loài này được Cuatrec. miêu tả khoa học đầu tiên năm 1951.